# Като, Масато
Масато Като (яп. 加藤 正人 Като: Масато, 28 марта 1963) — японский разработчик игр и сценарист. Его карьера началась в компании Tecmo, где он работал над игрой Captain Tsubasa и над серией игр Ninja Gaiden. Затем он стал работать в Gainax, а потом перешёл в Square. Самые известные работы Масато Като включают в себя сюжеты для таких игр, как Chrono Trigger (основанный на набросках Юдзи Хории), Radical Dreamers: Nusumenai Hōseki, Chrono Cross, Xenogears.
Като покинул Square после того, как закончил написание сюжета для Final Fantasy XI: Rise of the Zilart, и стал сценаристом-фрилансером. Работая над играми в других компаниях, он продолжил сотрудничество со Square, принимая участие в таких проектах, как Mana; он также написал сценарий для трёх дополнительных глав Final Fantasy XI и участвовал в портировании Chrono Trigger для Nintendo DS.

## Биография
Изначально Масато Като работал в Tecmo над игрой Captain Tsubasa и серией Ninja Gaiden. Затем перешёл в Gainax, а потом в Square Co. Одна из его самых известных работ — сценарий для компьютерной ролевой игры Chrono Trigger (основанный на набросках, сделанных Юдзи Хории) и для других игр серии Chrono (Radical Dreamers и Chrono Cross); кроме того, Като принимал участие в работе над Final Fantasy VII и Xenogears.
Като покинул Square после завершения сюжета Final Fantasy XI: Rise of the Zilart и стал сценаристом-фрилансером. Кроме участия в создании игр для различных компаний, он продолжал заниматься проектами Square Enix, такими как серия World of Mana, улучшенная портированная версия Chrono Trigger для Nintendo DS и дополнительные главы для Final Fantasy XI.
В 2005 году Масато Като сотрудничал с композитором Ясунори Мицудой, своим старым другом. Так, Като написал рассказ под названием «Five Seasons of kiЯitɘ», к которому Мицуда придумал музыкальное сопровождение; оно было издано на его альбоме kiЯitɘ. Также эта история и музыка были представлены в виде оперы.

## Список работ
Масато Като участвовал в создании следующих игр:

### Ранние работы
- Captain Tsubasa (1988): анимация
- Ninja Gaiden (1988): изображения
- Ninja Gaiden II: The Dark Sword of Chaos (1990): директор по видеороликам, сценарист, создатель изображений
- Ninja Gaiden III: The Ancient Ship of Doom (1991): директор по сюжетным зарисовкам
- Nadia: The Secret of Blue Water (1992): помощник директора, планировщик, сценарист, создатель графики[3]
- Princess Maker 2 (1993): планировщик, сценарист, создатель графики

### Работы в Square
- Chrono Trigger (1995): главный сценарист
- Radical Dreamers: Nusumenai Hōseki (1996): директор и главный сценарист
- Final Fantasy VII (1997): планировщик событий, сценарист
- Xenogears (1998): планировщик событий, сценарист, создатель диалогов
- Chrono Trigger (улучшенный порт для PlayStation) (1999): Супервайзер
- Chrono Cross (1999): директор, главный сценарист, планировщик событий, создатель сценариев для видеороликов
- Final Fantasy XI (2002): создатель сюжета и планировщик событий, создатель диалогов[4]
- Final Fantasy XI: Rise of the Zilart (2003): создатель сюжета и планировщик событий[4]

### Работы в качестве фрилансера
- Baten Kaitos: Eternal Wings and the Lost Ocean (2003): сценарист[5]
- Deep Labyrinth (2006): сценарист[6]
- Dawn of Mana (2006): сценарист[6]
- Children of Mana (2007): сценарист[7]
- Heroes of Mana (2007): сценарист[8]
- Sands of Destruction (2008): сценарист[9]
- Chrono Trigger (улучшенная портированная версия для Nintendo DS) (2008): супервайзер[10]
- A Crystalline Prophecy: Ode to Life Bestowing (дополнительная глава для Final Fantasy XI) (2009): создатель сюжетной линии[4]
- A Moogle Kupo d’Etat: Evil in Small Doses (дополнительная глава для Final Fantasy XI) (2009): создатель сюжетной линии[4]
- A Shantotto Ascension: The Legend Torn, Her Empire Born (дополнительная глава для Final Fantasy XI) (2009): создатель сюжетной линии[4]
- Fushigi no Dungeon: Fūrai no Shiren 4: Kami no Hitomi to Akuma no Heso (2010)
- Phantom Blue (2010)
- Mystery Dungeon: Shiren the Wanderer 5 (2010)
- Ninja Gaiden 3 (2012)[11]
- The Legend of Legacy[англ.] (2015) — сценарист